# World Team Cup 2012
La World Team Cup 2012 est la 35e édition et dernière de l'épreuve. Le tournoi commence le 20 mai 2012, se déroule au Rochusclub, à Düsseldorf, en Allemagne.

## Faits marquants
- La Serbie remporte son deuxième titre face à la République tchèque. Son premier titre avait été remporté en 2009.

## Matchs de poule
L'équipe en tête de chaque poule se voit qualifiée pour la finale.

### Groupe Rouge
| Argentine - Juan Ignacio Chela - Carlos Berlocq - Leonardo Mayer - Juan Pablo Brzezicki | Tchéquie - Tomáš Berdych - Radek Štěpánek - František Čermák | Japon - Go Soeda - Tatsuma Ito | États-Unis - Andy Roddick - James Blake - Ryan Harrison |

#### Classements
| # | Equipe victorieuse | Adversaire | Score |
| 1 | Argentine          | États-Unis | 3 - 0 |
| 2 | Tchéquie           | Japon      | 2 - 1 |
| 3 | Argentine          | Japon      | 3 - 0 |
| 4 | Tchéquie           | États-Unis | 3 - 0 |
| 5 | États-Unis         | Japon      | 2 - 1 |
| 6 | Tchéquie           | Argentine  | 2 - 1 |

| #   | Pays       | Points | Matchs | Sets   |
| --- | ---------- | ------ | ------ | ------ |
| 1re | Tchéquie   | 3 - 0  | 7 - 2  | 17 - 7 |
| 2e  | Argentine  | 2 - 1  | 7 - 2  | 15 - 8 |
| 3e  | États-Unis | 1 - 2  | 2 - 7  | 6 - 15 |
| 4e  | Japon      | 0 - 3  | 2 - 7  | 7 - 15 |

#### Matchs détaillés
|  | Équipe 1  | Score | Équipe 2   |  |
|  | Argentine | 3 – 0 | États-Unis |  |

| Ordre des matchs | Joueurs          | Points au premier set | Points au second set | Points au troisième set |
| ---------------- | ---------------- | --------------------- | -------------------- | ----------------------- |
| 1                | Carlos Berlocq   | 6                     | 6                    |                         |
| 1                | Andy Roddick     | 2                     | 2                    |                         |
|                  |                  |                       |                      |                         |
| 2                | Leonardo Mayer   | 6                     | 5                    | 6                       |
| 2                | Ryan Harrison    | 4                     | 7                    | 3                       |
|                  |                  |                       |                      |                         |
| 3 (sans enjeu)   | Berlocq - Chela  | 7                     | 6                    |                         |
| 3 (sans enjeu)   | Blake - Harrison | 62                    | 4                    |                         |

|  | Équipe 1           | Score | Équipe 2 |  |
|  | République tchèque | 2 – 1 | Japon    |  |

| Ordre des matchs | Joueurs           | Points au premier set | Points au second set | Points au troisième set |
| ---------------- | ----------------- | --------------------- | -------------------- | ----------------------- |
| 1                | Tomáš Berdych     | 6                     | 3                    | 6                       |
| 1                | Go Soeda          | 1                     | 6                    | 1                       |
|                  |                   |                       |                      |                         |
| 2                | Radek Štěpánek    | 6                     | 4                    | 4                       |
| 2                | Tatsuma Ito       | 3                     | 6                    | 6                       |
|                  |                   |                       |                      |                         |
| 3                | Čermák - Štěpánek | 6                     | 7                    |                         |
| 3                | Ito - Soeda       | 2                     | 64                   |                         |

|  | Équipe 1  | Score | Équipe 2 |  |
|  | Argentine | 3 – 0 | Japon    |  |

| Ordre des matchs | Joueurs           | Points au premier set | Points au second set | Points au troisième set |
| ---------------- | ----------------- | --------------------- | -------------------- | ----------------------- |
| 1                | Carlos Berlocq    | 6                     | 6                    |                         |
| 1                | Go Soeda          | 3                     | 4                    |                         |
|                  |                   |                       |                      |                         |
| 2                | Leonardo Mayer    | 6                     | 6                    |                         |
| 2                | Tatsuma Ito       | 4                     | 4                    |                         |
|                  |                   |                       |                      |                         |
| 3 (sans enjeu)   | Brzezicki - Chela | 63                    | 6                    | 10                      |
| 3 (sans enjeu)   | Ito - Soeda       | 7                     | 1                    | 7                       |

|  | Équipe 1           | Score | Équipe 2   |  |
|  | République tchèque | 3 – 0 | États-Unis |  |

| Ordre des matchs | Joueurs            | Points au premier set | Points au second set | Points au troisième set |
| ---------------- | ------------------ | --------------------- | -------------------- | ----------------------- |
| 1                | Tomáš Berdych      | 6                     | 6                    |                         |
| 1                | Andy Roddick       | 1                     | 2                    |                         |
|                  |                    |                       |                      |                         |
| 2                | Radek Štěpánek     | 6                     | 6                    |                         |
| 2                | James Blake        | 2                     | 1                    |                         |
|                  |                    |                       |                      |                         |
| 3 (sans enjeu)   | Čermák - Štěpánek  | 7                     | 5                    | 10                      |
| 3 (sans enjeu)   | Roddick - Harrison | 65                    | 7                    | 8                       |

|  | Équipe 1   | Score | Équipe 2 |  |
|  | États-Unis | 2 – 1 | Japon    |  |

| Ordre des matchs | Joueurs          | Points au premier set | Points au second set | Points au troisième set |
| ---------------- | ---------------- | --------------------- | -------------------- | ----------------------- |
| 1                | Ryan Harrison    | 6                     | 7                    |                         |
| 1                | Tatsuma Ito      | 2                     | 65                   |                         |
|                  |                  |                       |                      |                         |
| 2                | Andy Roddick     | 5                     | 64                   |                         |
| 2                | Go Soeda         | 7                     | 7                    |                         |
|                  |                  |                       |                      |                         |
| 3                | Blake - Harrison | 4                     | 6                    | 10                      |
| 3                | Ito - Soeda      | 6                     | 0                    | 3                       |

|  | Équipe 1           | Score | Équipe 2  |  |
|  | République tchèque | 2 – 1 | Argentine |  |

| Ordre des matchs | Joueurs           | Points au premier set | Points au second set | Points au troisième set |
| ---------------- | ----------------- | --------------------- | -------------------- | ----------------------- |
| 1                | Tomáš Berdych     | 6                     | 62                   | 6                       |
| 1                | Carlos Berlocq    | 1                     | 7                    | 3                       |
|                  |                   |                       |                      |                         |
| 2                | Radek Štěpánek    | 64                    | 7                    | 6                       |
| 2                | Leonardo Mayer    | 7                     | 5                    | 4                       |
|                  |                   |                       |                      |                         |
| 3                | Čermák - Štěpánek | 6                     | 4                    | 10                      |
| 3                | Berlocq - Chela   | 4                     | 6                    | 3                       |

### Groupe Bleu
| Croatie - Ivo Karlović - Ivan Dodig - Lovro Zovko | Allemagne - Philipp Kohlschreiber - Florian Mayer - Christopher Kas | Russie - Alex Bogomolov - Dmitri Toursounov - Igor Kunitsyn - Igor Andreev | Serbie - Janko Tipsarević - Viktor Troicki - Nenad Zimonjić - Miki Janković |

#### Classements
| # | Equipe victorieuse | Adversaire | Score |
| 1 | Allemagne          | Russie     | 3 - 0 |
| 2 | Serbie             | Croatie    | 2 - 1 |
| 3 | Allemagne          | Croatie    | 3 - 0 |
| 4 | Serbie             | Russie     | 2 - 1 |
| 5 | Serbie             | Allemagne  | 2 - 1 |
| 6 | Russie             | Croatie    | 2 - 1 |

| #   | Pays      | Points | Matchs | Sets   |
| --- | --------- | ------ | ------ | ------ |
| 1re | Serbie    | 3 - 0  | 6 - 3  | 12 - 7 |
| 2e  | Allemagne | 2 - 1  | 7 - 2  | 15 - 6 |
| 3e  | Russie    | 1 - 2  | 3 - 6  | 7 - 13 |
| 4e  | Croatie   | 0 - 3  | 2 - 7  | 6 - 14 |

#### Matchs détaillés
|  | Équipe 1  | Score | Équipe 2 |  |
|  | Allemagne | 3 – 0 | Russie   |  |

| Ordre des matchs | Joueurs               | Points au premier set | Points au second set | Points au troisième set |
| ---------------- | --------------------- | --------------------- | -------------------- | ----------------------- |
| 1                | Florian Mayer         | 6                     | 7                    |                         |
| 1                | Igor Andreev          | 2                     | 67                   |                         |
|                  |                       |                       |                      |                         |
| 2                | Philipp Kohlschreiber | 6                     | 6                    |                         |
| 2                | Alex Bogomolov        | 0                     | 2                    |                         |
|                  |                       |                       |                      |                         |
| 3 (sans enjeu)   | Kas - Mayer           | 6                     | 3                    | 10                      |
| 3 (sans enjeu)   | Kunitsyn - Tursunov   | 4                     | 6                    | 8                       |

|  | Équipe 1 | Score | Équipe 2 |  |
|  | Serbie   | 2 – 1 | Croatie  |  |

| Ordre des matchs | Joueurs            | Points au premier set | Points au second set | Points au troisième set |
| ---------------- | ------------------ | --------------------- | -------------------- | ----------------------- |
| 1                | Janko Tipsarević   | 6                     | 6                    |                         |
| 1                | Lovro Zovko        | 0                     | 0                    |                         |
|                  |                    |                       |                      |                         |
| 2                | Viktor Troicki     | 6                     | 7                    |                         |
| 2                | Ivan Dodig         | 3                     | 63                   |                         |
|                  |                    |                       |                      |                         |
| 3 (sans enjeu)   | Troicki - Zimonjić | 65                    | 64                   |                         |
| 3 (sans enjeu)   | Dodig - Zovko      | 7                     | 7                    |                         |

|  | Équipe 1  | Score | Équipe 2 |  |
|  | Allemagne | 3 – 0 | Croatie  |  |

| Ordre des matchs | Joueurs               | Points au premier set | Points au second set | Points au troisième set |
| ---------------- | --------------------- | --------------------- | -------------------- | ----------------------- |
| 1                | Philipp Kohlschreiber | 6                     | 7                    |                         |
| 1                | Lovro Zovko           | 2                     | 62                   |                         |
|                  |                       |                       |                      |                         |
| 2                | Florian Mayer         | 6                     | 6                    |                         |
| 2                | Ivan Dodig            | 1                     | 1                    |                         |
|                  |                       |                       |                      |                         |
| 3 (sans enjeu)   | Kas - Mayer           | 6                     | 1                    | 10                      |
| 3 (sans enjeu)   | Dodig - Zovko         | 4                     | 6                    | 3                       |

|  | Équipe 1 | Score | Équipe 2 |  |
|  | Serbie   | 2 – 1 | Russie   |  |

| Ordre des matchs | Joueurs             | Points au premier set | Points au second set | Points au troisième set |
| ---------------- | ------------------- | --------------------- | -------------------- | ----------------------- |
| 1                | Janko Tipsarević    | 6                     | 6                    |                         |
| 1                | Alex Bogomolov      | 1                     | 3                    |                         |
|                  |                     |                       |                      |                         |
| 2                | Viktor Troicki      | 6                     | 6                    |                         |
| 2                | Dmitry Tursunov     | 3                     | 2                    |                         |
|                  |                     |                       |                      |                         |
| 3 (sans enjeu)   | Janković - Zimonjić | 5                     | 6                    |                         |
| 3 (sans enjeu)   | Kunitsyn - Tursunov | 7                     | 7                    |                         |

|  | Équipe 1 | Score | Équipe 2  |  |
|  | Serbie   | 2 – 1 | Allemagne |  |

| Ordre des matchs | Joueurs               | Points au premier set | Points au second set | Points au troisième set |
| ---------------- | --------------------- | --------------------- | -------------------- | ----------------------- |
| 1                | Janko Tipsarević      | 6                     | 3                    | 7                       |
| 1                | Philipp Kohlschreiber | 4                     | 6                    | 5                       |
|                  |                       |                       |                      |                         |
| 2                | Viktor Troicki        | 7                     | 6                    |                         |
| 2                | Florian Mayer         | 6                     | 3                    |                         |
|                  |                       |                       |                      |                         |
| 3 (sans enjeu)   | Janković - Zimonjić   | 4                     | 4                    |                         |
| 3 (sans enjeu)   | Kas - Mayer           | 6                     | 6                    |                         |

|  | Équipe 1 | Score | Équipe 2 |  |
|  | Russie   | 2 – 1 | Croatie  |  |

| Ordre des matchs | Joueurs             | Points au premier set | Points au second set | Points au troisième set |
| ---------------- | ------------------- | --------------------- | -------------------- | ----------------------- |
| 1                | Alex Bogomolov      | 6                     | 6                    |                         |
| 1                | Lovro Zovko         | 4                     | 2                    |                         |
|                  |                     |                       |                      |                         |
| 2                | Igor Kunitsyn       | 6o                    | 4                    |                         |
| 2                | Ivan Dodig          | 7                     | 6                    |                         |
|                  |                     |                       |                      |                         |
| 3                | Kunitsyn - Tursunov | 2                     | 6                    | 10                      |
| 3                | Dodig - Zovko       | 6                     | 3                    | 3                       |

## Finale
La finale de la World Team Cup 2012 se joue entre la Serbie et la République tchèque.
|  | Équipe 1 | Score | Équipe 2           |  |
|  | Serbie   | 3 – 0 | République tchèque |  |